# Faramea stenantha
Faramea stenantha är en måreväxtart som beskrevs av Johannes Müller Argoviensis. Faramea stenantha ingår i släktet Faramea och familjen måreväxter. Inga underarter finns listade i Catalogue of Life.